# Plaza Mayor (Salamanca)
La Plaza Mayor è il centro della vita urbana della città di Salamanca.
Per la sua vicinanza alla chiesa di San Martín, venne chiamata in principio Plaza de San Martín. Appena costruita, le dimensioni erano maggiori delle attuali ed era considerata la più grande del Cristianesimo nella quale si realizzassero contemporaneamente tutte le funzioni di una piazza (feste, mercato, corride...).
Nel 1724 si iniziò a darle la forma attuale, restringendo considerevolmente il perimetro e spostandovi gli uffici del Comune nei palazzi che cingono la piazza, e fu chiamata Plaza Mayor. A causa della morte dell'architetto Alberto de Churriguera, la piazza venne terminata da Andrés García de Quiñones (1755).

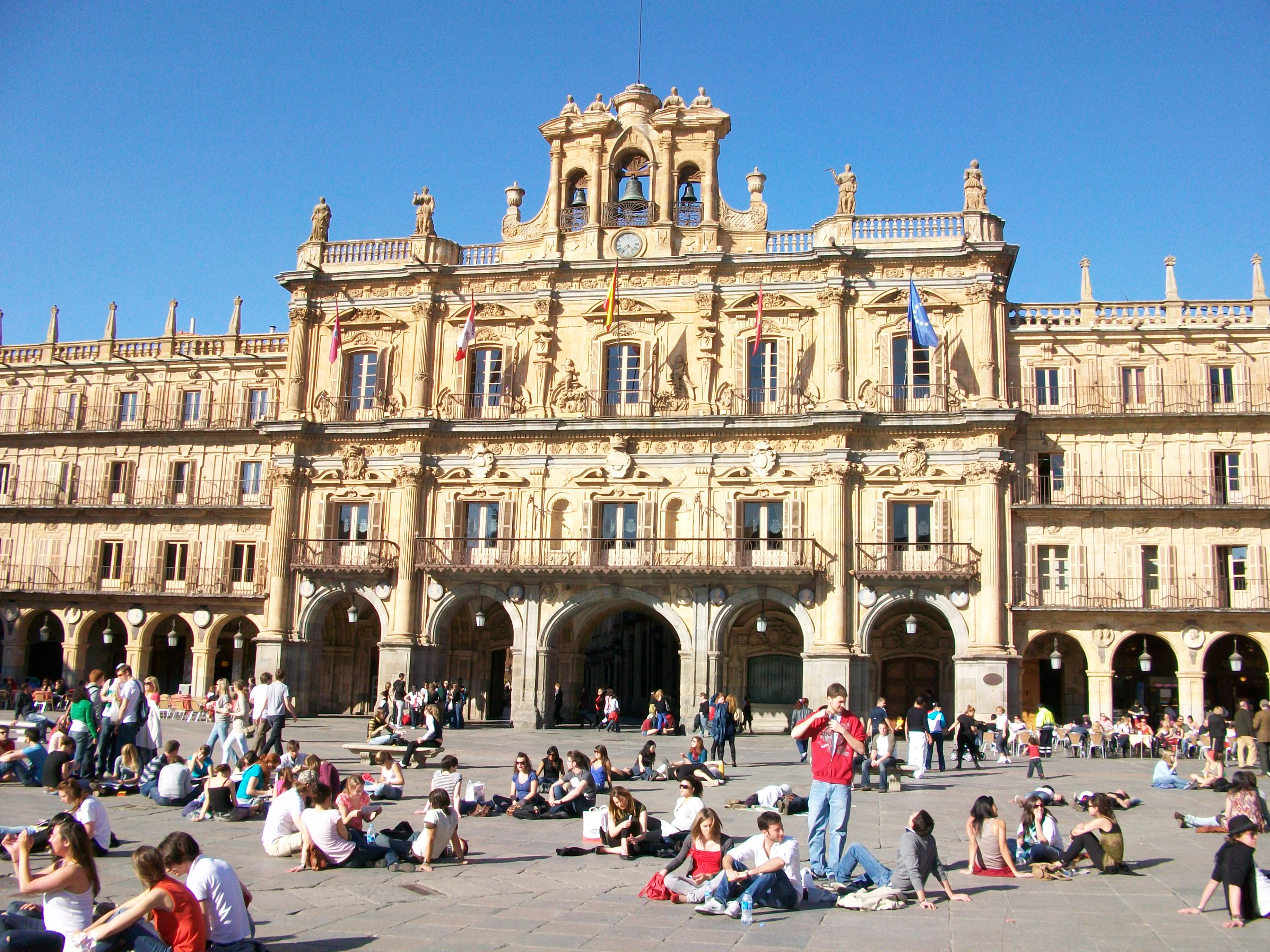
La facciata principale del Municipio di Salamanca che prospetta sulla Plaza Mayor

L'ala orientale, chiamata Pabellón Real, mostra tra i suoi archi dei medaglioni con il busto di alcuni re di Spagna. Quest'ala fu la prima a essere costruita, in quanto serviva come muro di paragone per costruire il resto della nuova piazza. Nelle altre ali i medaglioni rappresentano altri personaggi illustri (santi, saggi, conquistadores e altri, tra i quali anche una rappresentazione del dittatore Francisco Franco, risalente al 1937 e rimossa nel giugno del 2017). L'aspetto attuale del pavimento risale al 1955, da quando fu usato granito grigio e rosa. Fino ad allora c'era un giardino centrale, con alberi, fiori e un chiosco di musica al centro. 
La Plaza Mayor salmantina non è un quadrato perfetto, infatti nessuna delle sue facciate ha la stessa misura. Approssimativamente, la facciata del Comune misura 82,6 m, la facciata orientale (Pabellón Real) 80,6 m, la facciata occidentale 81,6 m e il lato di San Martin 75,69 m. Facendo un calcolo approssimativo, la piazza ha una superficie di 6.400 m². Gli edifici che circondano la piazza sono alti tre piani eccetto il Pabellón de las Casas Consistoriales, che ne solo due.
Nel 1988, l'UNESCO ha dichiarato il centro storico di Salamanca patrimonio dell'umanità e al centro della piazza c'è una targa che celebra il ventesimo anniversario di quest'evento.
Salamanca è conosciuta come La Dorada, per via del bagliore dei suoi edifici in arenaria.